# 多横斑拟鲈
多横斑拟鲈（学名：Parapercis multifasciata）为輻鰭魚綱鲈形目拟鲈科拟鲈属的鱼类。该物种于1884年由Ludwig Heinrich Philipp Döderlein描述及命名，分布于台湾岛等。该物种的模式产地在日本东京。